# Blue Eyed OS
Blue Eyed OS (B.E.O.S)는 BeOS와 거의 비슷한 겉모습을 가진 운영 체제를 만드는 오픈 소스 프로젝트이다. 리눅스 커널과 X 윈도 시스템 위에서 BeOS API를 새로 만드려는 목적으로 2001년 7월 Guillaume Maillard가 시작한 것이다. 최종 목적은 기존 BeOS 프로그램이 소스 코드 단계에서 호환성을 가지는 운영 체제를 만드는 것이다.

## 같이 보기
- BeOS